# Onthophagus carcharias
Onthophagus carcharias là một loài bọ cánh cứng trong họ Bọ hung (Scarabaeidae).